# NGC 5255
NGC 5255 (również PGC 48124) – galaktyka spiralna (S?), znajdująca się w gwiazdozbiorze Wielkiej Niedźwiedzicy. Odkrył ją William Herschel 17 kwietnia 1789 roku. Jest to galaktyka z aktywnym jądrem typu LINER.